# 24191 Qiaochuyuan
24191 Qiaochuyuan è un asteroide della fascia principale. Scoperto nel 1999, presenta un'orbita caratterizzata da un semiasse maggiore pari a 2,7293944 UA e da un'eccentricità di 0,0603614, inclinata di 6,23436° rispetto all'eclittica.